# Rachid Taha
Rachid Taha (arabul: رشيد طه)  (Orán, 1958. szeptember 18. – Párizs, Franciaország, 2018. szeptember 12.) algériai zenész. 1968-tól Franciaországban élt. Zenéjére sok stílus is hatással volt, többek között a rai, a techno, a rock és a punk is.
Pályafutását  a "Carte de Séjour" rockzenekar vezetőjeként kezdte Párizsban, majd szólóénekesként főleg arabul énekelt. 1970-ben költözött a franciaországi Alsace-ba, majd Vosges-ba. 1981-ben Lyonban találkozott Mohammed és Moktar Aminivel. Később megalakították a Carte de séjour "tartózkodási engedély" nevű zenekarukat, majd 1983-ban felvették az első maxijukat, aminek ugyanez volt a címe. Első nagylemezük, a Rhoromanie 1984-ben jelent meg. Második lemezük, a Deux et demi 1986-ban jelent meg és tartalmazta Charles Trenet Douce France című dalának ironikus feldolgozását. A zenekar 1989-ben feloszlott.
A politikában mindig kiállt a demokrácia, a tolerancia és az altruizmus mellett és szembehelyezkedett a rasszizmussal, a fundamentalizmussal és a megkülönböztetéssel. Szólóénekesként a Diwan című album jelentette számára az áttörést, amin maghrebi arab hagyományos dalokat  dolgoz fel. 2004-es Tékitoi című albuma – Steve Hillock producerrel- elismerést váltott ki más rockzenészek körében. 2005-ben Robert Plant, Patti Smith és Brian Eno együtt lépett fel Tahával.

## Lemezei
Carte de Séjour:
- 1983 Carte de Séjour
- 1984 Rhoromanie
- 1986 Deux et demi (Douce France)

Szólólemezek:
- 1991 Barbès
- 1993 Rachid Taha
- 1995 Olé Olé
- 1997 Carte Blanche
- 1998 Diwân
- 1999 1,2,3 Soleils - live album (Khaleddel és Faudellel)
- 2000 Made in Medina
- 2001 Rachid Taha Live - live album
- 2004 Tékitoi
- 2006 Diwan 2
- 2007 The Definitive Collection
- 2008 Rock el Casbah: The Best of Rachid Taha
- 2009 Bonjour
- 2013 Zoom
- 2019 Je suis africain (posztumusz album)

## Koncertek
Magyarországon 2004-ben fellépett a Millenáris parkban.

## Külső hivatkozások
- www.wrasserecords.com – record label for Rachid.
- Rachid Taha Bio, Pictures and Photos
- Read an album review of Diwan 2 by Rachid Taha at Fly
- Read an album review of Diwân 2 at Allaboutjazz.com
- Rachid Taha Fan blog: news, pictures, community